# Joseph Becker
Joseph Becker (15 d'abril de 1923 - 23 de juliol de 1995) va ser un documentalista nord-americà, pioner en la gestió de grans volums d'informació.

## Biografia
Joseph Becker va néixer al Bronx, Nova York (EUA), es va graduar a la Universitat Catòlica d'Amèrica i va començar la seva carrera en el servei d'intel·ligència de l'armada nord-americana durant la Segona Guerra Mundial, convertint-se després de la seva finalització, en responsable del sistema d'informació de l'Agència Central d'Intel·ligència (la CIA) fins al 1968. Allí, Becker va treballar en el disseny i usabilidad de sistemes d'informació a gran escala, posant èmfasi en la informació textual poc estructurada.
El 1971, el president Richard Nixon el nomena membre de la National Commision of Libraries and Information Science, ostentant el càrrec fins al 1979. El 1976, Becker s'incorpora al món acadèmic com a professor adjunt de la Graduate School of Library and Information Science de la Universitat de Califòrnia a Los Angeles.
Al costat de Robert M. Hayes funda la consultora Becker & Hayes per a l'assessorament de l'automatització d'ens culturals com les biblioteques o arxius, així com en la creació de xarxes nacionals d'informació, tenint com a clients als governs de nombrosos països com Japó o Itàlia, i organitzacions com el Banc Mundial.
El 1969 va ser president de l'American Society of Information Science and Technology. A més, Joseph Bekcer va ser fundador i primer editor de la revista The Information Society el 1978, publicació que va començar a publicar articles sobre l'era de la informació.
Joseph Becker va morir a Santa Mónica, Califòrnia, afligit per la malaltia del Parkinson.

## Publicacions i premis
Joseph Becker va publicar nombrosos llibres i articles, però el llibre coescrit al costat de Rober M. Hayes Information Storage and Retrieval el 1963, es converteix en una obra clau en Recuperació d'informació. També va publicar National Information Policy: a report de the president of United States i The handbook of data processing of libraries, que va ser Premi ASIST a la Millor Obra el 1971.
El 1984 li van concedir el Premi ASIS&T al Mèrit Acadèmic al costat de Martha Williams.